# Gram.pl
gram.pl – polska strona internetowa poświęcona grom komputerowym oraz pomocy technicznej. Jednocześnie serwis społecznościowy, skupiający graczy poprzez usługi takie jak: platforma blogowa, forum, kanał IRC czy gry online. Została stworzona przez CD Projekt i uruchomiona jesienią 2005 roku. Serwis był notowany w rankingu Alexa na miejscu 618 (stan na 21 września 2021). Od 1 lutego 2008 roku po ponad dwuletniej współpracy z CD Projekt gram.pl stało się niezależną spółką. Siedziba firmy znajduje się w Zamieniu pod Warszawą.